# Philo Remington
Philo Remington (Litchfield, 31 ottobre 1816 – Silver Springs, 1889) è stato un imprenditore statunitense.
Estese la produzione della E. Remington and sons, fabbrica fondata dal padre Eliphalet Remington, anche alle macchine per cucire e alle macchine per scrivere, oltre che alle armi da fuoco.